# Сергеева, Екатерина Александровна
Екатерина Александровна Сергеева (род. 10 марта 2007, Пермь) — российская футболистка, полузащитница московского «Динамо».

## Биография
Воспитанница Академии «Звезда-2005», в «Динамо» — с декабря 2021 года. Выступала за юниорскую команду «Динамо» U-15, молодёжную U-21. С января 2023 года тренировалась и принимала участие в матчах основной команды, за которую впервые отличилась в товарищеской игре против сербского «Спартака» (Суботица).
Первый матч за основную команду «Динамо» в Суперлиге провела 25 марта 2023 года против «Рязани-ВДВ» (5:0), где сделала одну голевую передачу. В первом для «Динамо» матче Кубка России 2023 против «Строгино» забила два мяча.
Вызывалась в юниорскую сборную России U-17. Принимала участие в шести товарищеских матчах (из них три в рамках Турнира развития УЕФА 2023). В 2024 году дебютировала в молодёжной сборной России.